# Cuauhtémoc
Cuauhtémoc byl poslední nezávislý aztécký vládce (tlatoani), který vládl v letech 1520–1521. Španělé jeho jméno komolili na Gatemuz či Guatemozin. Celá jeho vláda byla vyplněna bojem se španělskými conquistadory. Poté, co byl zajat Cortésem, bylo jeho postavení nejprve formálně stále respektováno, později byl ovšem obviněn ze spiknutí a oběšen.